# Chaetoceras sulphurata
Chaetoceras sulphurata är en fjärilsart som beskrevs av W. Warren 1907. Chaetoceras sulphurata ingår i släktet Chaetoceras och familjen Uraniidae. Inga underarter finns listade i Catalogue of Life.